# 齋藤康輝
齋藤 康輝（さいとう こうき、1961年 - ）は、日本の法学者。朝日大学法学部助教授、同准教授、同教授、高崎経済大学地域政策学部教授を経て、2017年３月から日本大学法学部教授。

## 略歴
- 1980年 - 青森県立弘前高等学校卒業
- 1985年 - 日本大学法学部政治経済学科卒業
- 1987年 - 早稲田大学大学院政治学研究科政治学専攻（憲法専修）修士課程修了
- 1991年 - 早稲田大学大学院政治学研究科政治学専攻（憲法専修）博士後期課程退学。
- 1991年 - 日本大学通信教育部インストラクター
- 2004年 - 朝日大学法学部助教授（2007年から准教授）
- 2010年 - 朝日大学法学部教授
- 2015年 - 高崎経済大学地域政策学部教授
- 2017年 - 日本大学法学部教授

## 研究
専門は憲法学。とりわけ、憲法と政党の関係について研究している。
日本大学時代は廣田健次教授に師事し、早稲田大学大学院では小林昭三教授に師事した。このころから、小林流である憲法学に対する「憲法政治学」的アプローチに目覚め、自身の学問的方法論が変化する。

## 著書

### 単著
- 『憲法（人権・統治）24講』（文教出版会、2005年）
- 『政党の憲法的融合論』（成文堂、2006年）
- 『憲法総論』（文教出版会、2011年）など。

### 共著
- 『増補　ゼミナール憲法』（南窓社、1998年）
- 『日本国憲法論』（嵯峨野書院、2000年）
- 『新版　現代日本の法制』（南窓社、2005年）
- 『政党の憲法的融合論』単著、成文堂、2006年
- 『人権の条件』（嵯峨野書院、2007年）
- 『日本国憲法講義』（成文堂、2009年）
- 『新版　法学と憲法』（八千代出版、2010年）など。
- 『憲法総論』単著、文教出版会、2011年
- 『Next教科書シリーズ 憲法』共編著、弘文堂、2013年
- 『アトラス 法学憲法』共著、文教出版会、2014年
- 『Next教科書シリーズ 法学』共著、弘文堂、2015年